# Borovo

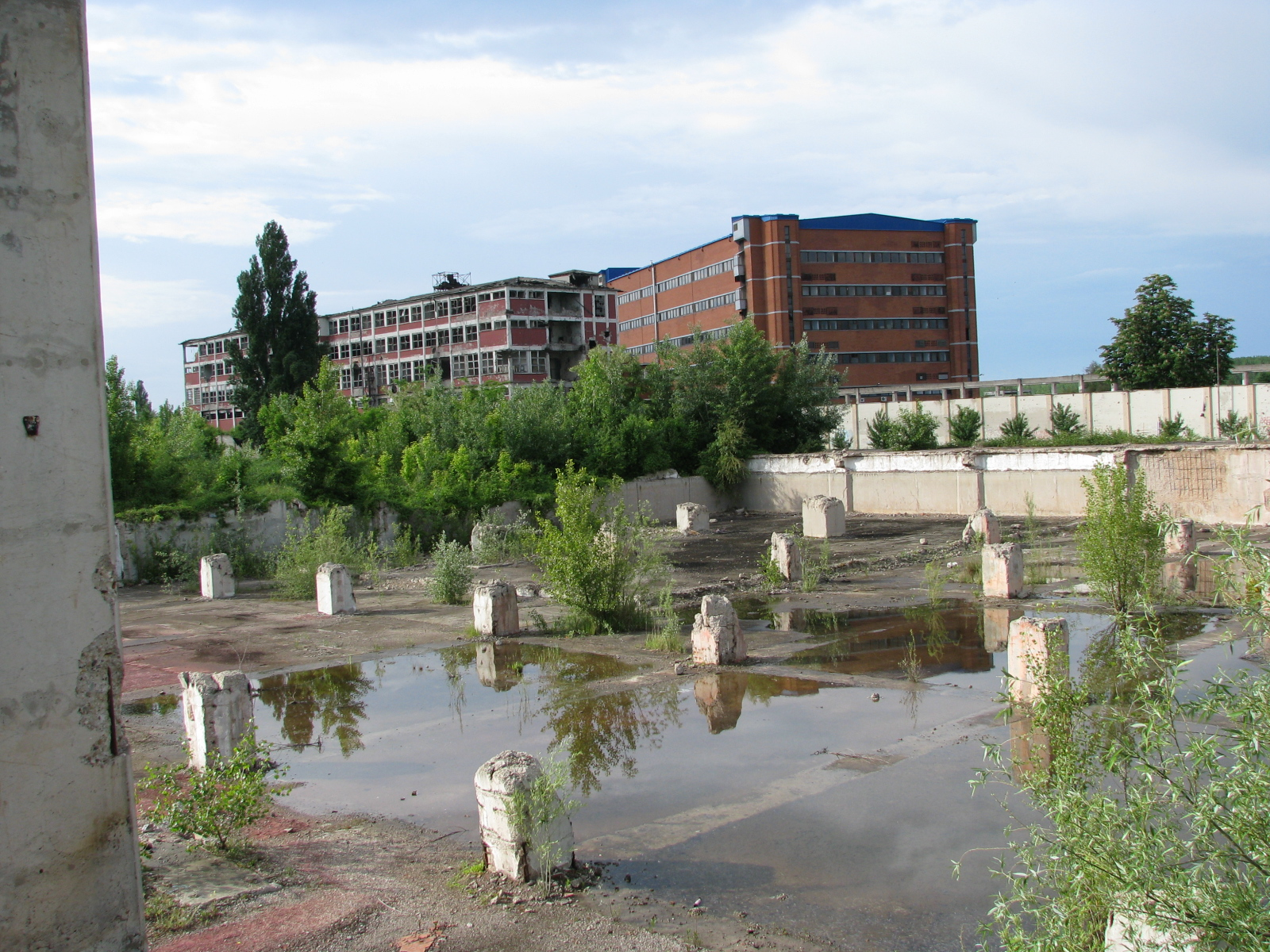
Взуттєва фабрика «Borovo» у вуковарському районі Борово Населє. На передньому плані зруйновані війною споруди (2010).

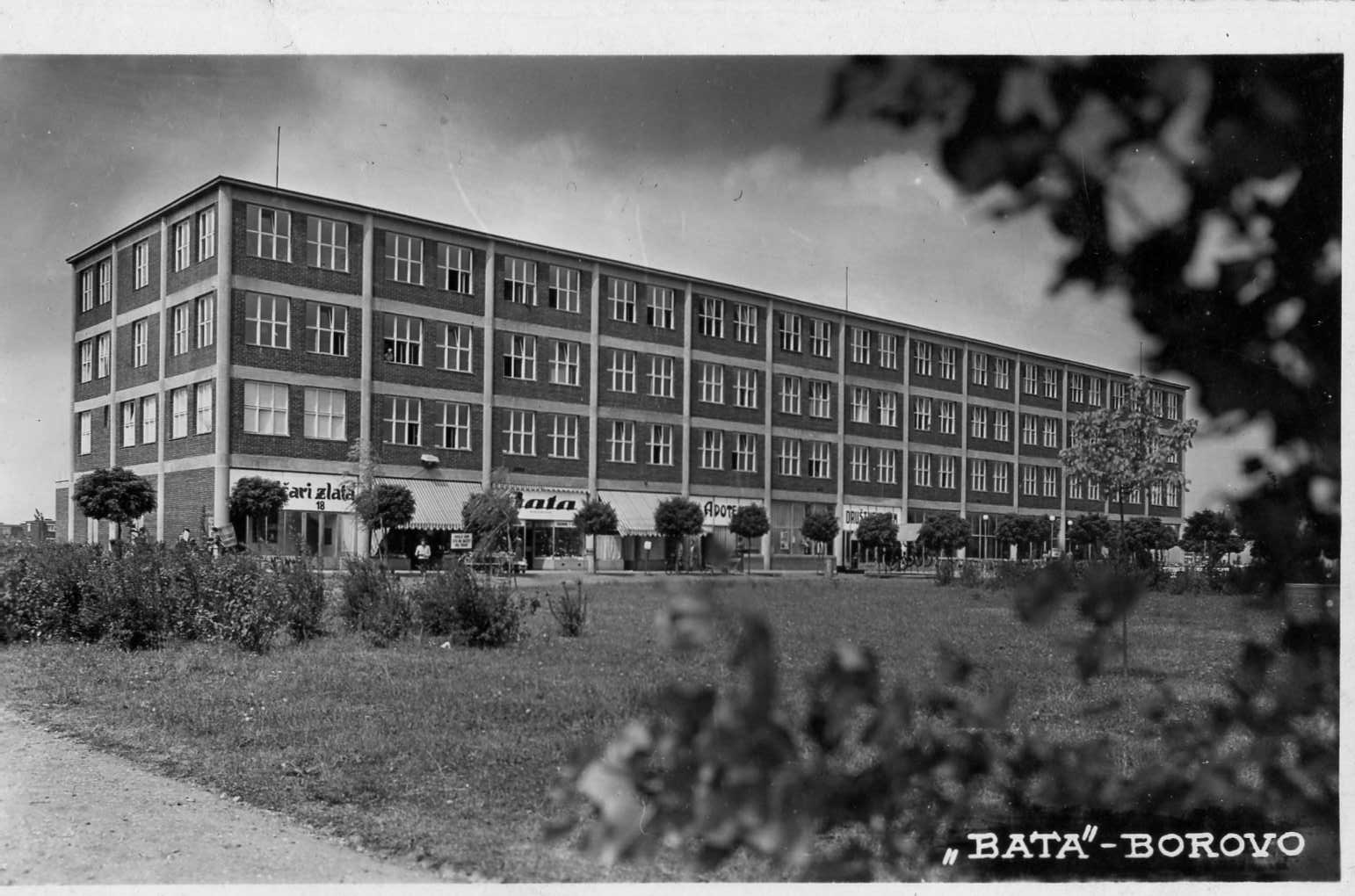
Готель і торговельні заклади фірми, близько 1939

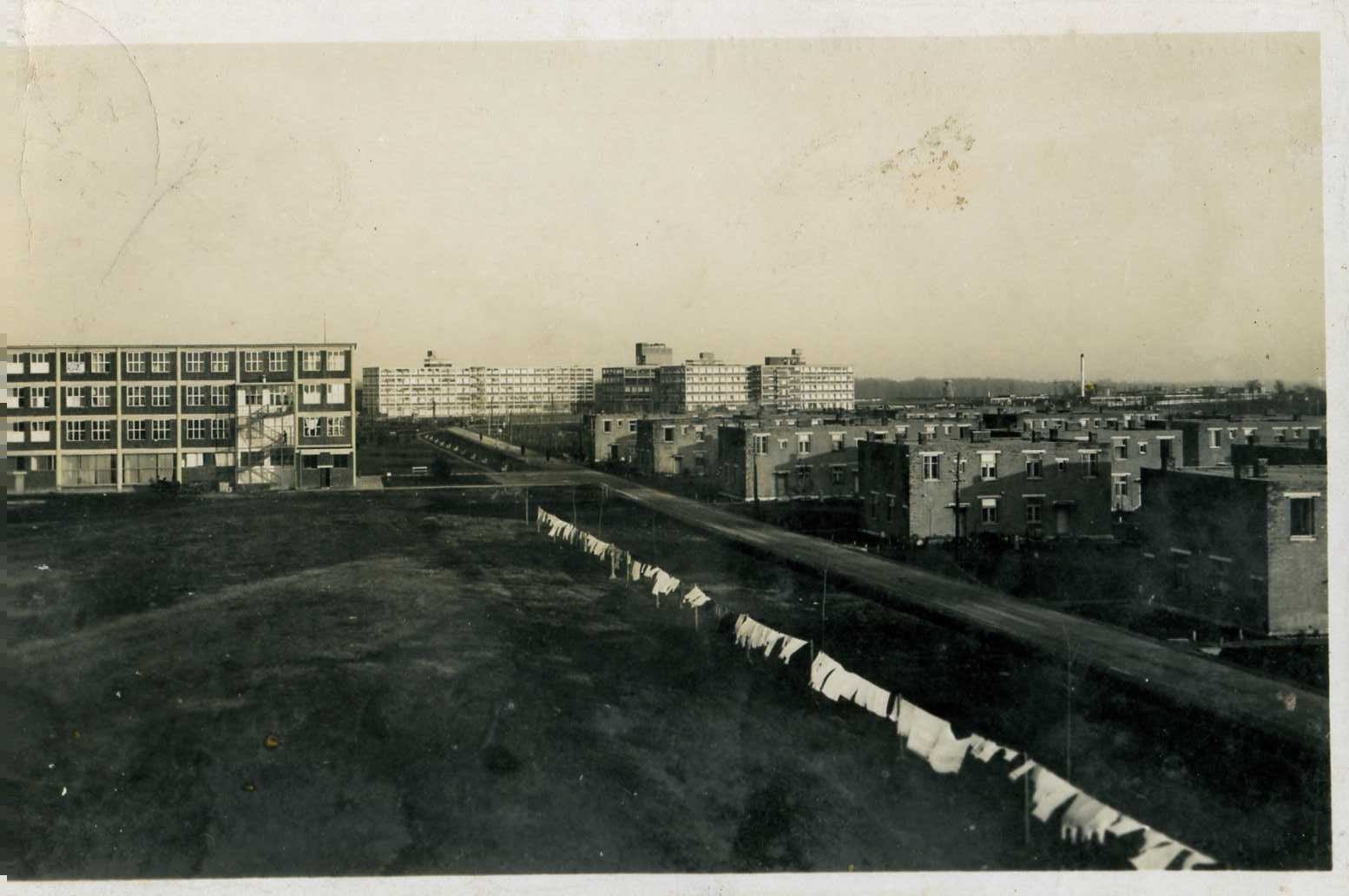
Взуттєва фабрика і житловий масив Борово Населє (1930-ті)

Взуттєва фабрика «Борово» (хорв. Tvornica obuće Borovo) — хорватська фірма з виробництва взуття і гумових виробів.

## Історія
1931 року чехословацький промисловець Томаш Батя заснував фірму під назвою «Tvornica Bata - jugoslavenska tvornica gume i obuće d.d. Borovo» (АТ «Фабрика Бата — югославська фабрика гуми та взуття Борово») як дочірнє підприємство своєї взуттєвої фабрики «Baťa» та розпочав на околиці Вуковара виготовлення взуття. 1933 року на цій збудованій на березі Дунаю взуттєвій фабриці започатковано виробництво гумотехнічних товарів. Незабаром фабрика стала провідним виробником і роздрібним торговцем взуттям у цій частині Європи. Поблизу підприємства Томаш Батя також побудував показове робітниче селище Борово Населє (нині — міський район Вуковара) та оновив інфраструктуру (дороги, освітлення, парки і громадський центр).
Під час Другої світової війни підприємство переживало застій. З 1941 року воно діяло під назвою «Хорватська фабрика гуми та взуття», а 1944 року роботу було зупинено.
Після війни в 1945 р. фабрику було націоналізовано і створено Боровський гумово-взуттєвий комбінат. Під цією назвою в різних організаційних формах «Борово» діяло до 1991 року. За цей період виробництво значно зросло, а продукція експортувалася до європейських та інших країн.
1968 року було вироблено партію взуття на замовлення «Боросана», яке розробила команда фахівців під керівництвом ортопеда Бранка Стриновича. 1976 року виготовлено кросівки під назвою «Startas», які спочатку призначалися для гри в настільний теніс, але стали найбільшим брендом фірми.
Рекламним гаслом фірми «Борово» було таке: «Ne bojte se ni kiše ni blata, ako nosite kaljače Bata». (Не бійтесь у дощ себе закаляти, якщо ви носите чоботи Бата)
На початку хорватської війни на підприємстві працювало 22 500 робітників, а виробничі потужності, крім основного фабрики, розміщувалися у сусідніх Сомборі, Донім Михоляці і Ловасі. Річний оборот до війни становив 300 млн. доларів. У травні 1991 року в сусідньому Боровому Селі сталася збройна сутичка. У подальшій битві за Вуковар фабрика припинила діяльність, її численні споруди були знищені, а в селищі Борово Населє трапилася різанина. 
З 1992 по 1997 рік адміністрація фабрики діяла із Загреба, а виробництво відбувалося в Донім Михоляці. 1998 року після завершення мирної реінтеграції цієї місцевості до складу Хорватії виробництво повернулося у Вуковар, почавши відвойовувати старі та завойовувати нові ринки. Почалося також виробництво шкіряного взуття. У наступні дев'ять років фірма опинилася на чолі хорватської взуттєвої промисловості, здобуваючи численні нагороди на місцевих і світових ярмарках.

## Преса
З 1932 по 1996 рік на підприємстві видавалася багатотиражна газета «Борово», яка здебільшого виходила як тижневик, висвітлюючи життя робітників і мешканців заводського селища. Крім того, фірма випускала ще дві газети «Продавець» (Prodavač) і «Вибір» (Izbor).

## Відомі робітники
- Благо Задро (1944—1991) — взуттьовик, командир оборонців Вуковара